# 39549 Касальс
39549 Касальс (39549 Casals) — астероїд головного поясу, відкритий 27 лютого 1992 року.
Тіссеранів параметр щодо Юпітера — 3,299.